# Championnat du Costa Rica de football 1922
Navigation
Saison précédente Saison suivante
La Primera División 1922 est la deuxième édition de la première division costaricienne.
Lors de ce tournoi, le CS Herediano a conservé son titre de champion du Costa Rica face aux quatre meilleurs clubs costariciens.
Chacun des cinq clubs participant était confronté deux fois aux quatre autres équipes.

## Les 5 clubs participants
| \| San José: Gimnástica Española CS La Libertad LD Alajuelense CS Cartagines I San José CS Herediano I San José \| Localisation des clubs engagés dans le championnat. |
| San José: Gimnástica Española CS La Libertad LD Alajuelense CS Cartagines I San José CS Herediano I San José                                                           |

| Club                | Stade                        | Capacité          | Ville    |
| LD Alajuelense      | Stade inconnu                | Capacité inconnue | Alajuela |
| CS Cartagines       | Stade inconnu                | Capacité inconnue | Cartago  |
| Gimnástica Española | Stade inconnu                | Capacité inconnue | San José |
| CS Herediano        | Stade inconnu                | Capacité inconnue | Heredia  |
| CS La Libertad      | Stade Nacional du Costa Rica | 25 500            | San José |

## Compétition
Les cinq équipes affrontent à deux reprises les quatre autres équipes selon un calendrier tiré aléatoirement. 
Le classement est établi sur l'ancien barème de points (victoire à 2 points, match nul à 1, défaite à 0).
Le départage final se fait selon les critères suivants :
- Le nombre de points.
- Un match de départage.

### Classement
| Rang | Équipe              | Pts | J | G | N | P | Bp | Bc | Diff |
| ---- | ------------------- | --- | - | - | - | - | -- | -- | ---- |
| 1    | CS Herediano (T)    | 12  | 8 | 5 | 2 | 1 | 24 | 7  | +17  |
| 2    | CS La Libertad      | 10  | 8 | 3 | 4 | 1 | 14 | 9  | +5   |
| 3    | LD Alajuelense      | 8   | 8 | 3 | 2 | 3 | 10 | 12 | -2   |
| 4    | Gimnástica Española | 7   | 8 | 3 | 1 | 4 | 13 | 12 | +1   |
| 5    | CS Cartagines       | 3   | 8 | 1 | 1 | 6 | 8  | 29 | -21  |

| Légende : Abréviations | Légende : Abréviations |
| ---------------------- | ---------------------- |
|                        | (T) : Tenant du titre  |

## Bilan du tournoi
| Tableau d'Honneur |              |
| Compétition       | Vainqueur    |
| Primera División  | CS Herediano |